# 阿兰·霍夫哈奈斯
阿兰·霍夫哈奈斯（1911年3月8日—2000年6月21日），亚美尼亚-苏格兰裔美国作曲家，20世纪最多产的「現在的古典音乐」作曲家之一。他的官方作品列表编号到达了434号（包括67部有编号交响曲），而实际数量远远不止。
霍夫哈奈斯被认为是最早有简约主义倾向的作曲家之一。他的作品风格杂糅了西欧传统古典音乐作曲技法以及中古教堂音乐和亚洲各民族民间音乐的风格特点，相当澄澈优美。

## 生平

### 早年
霍夫哈奈斯出生于马萨诸塞州萨默维尔，原名Alan Vaness Chakmakjian，父亲是一位亚美尼亚族的化学教授，母亲是一位苏格兰裔美国女性。他从很小的时候起就对音乐有兴趣，并且尝试作曲。1930年代聆听了印度音乐后对其发生了强烈兴趣，并保持终生。他青年时代曾游历芬兰，並与西貝流士见面。因此他早期的創作，都帶有很強烈西貝流士的影子。亦因此，他受到一些同期的作曲家批評，特別是羅傑·塞欣斯，約於1930年代至1940年代，霍夫哈奈斯燒毁了自己很多“早期”作品，就是因為塞欣斯尖酸的批評，令他對自己的創作有所懷疑而造出這樣的行為，有說法指，被燒毁的作品超過一千首，但作曲家在及後一些訪問中指出，所指的「千首」，其實只是約千頁的樂譜，但他的確承認，當時是燒毀了不少早期的樂譜。

### 作生涯
霍夫哈奈斯1940年代重启作曲事业的时候，开始对故乡亚美尼亚的音乐产生兴趣。他在这个时期还参加了马尔蒂努的大师班。1951年他定居纽约，从事创作。1955年，他的第2號交響曲《神秘之山》由斯托科夫斯基指挥首演，大获成功。50年代末60年代初，他到印度、夏威夷、日本、韩国等地进行文化考察旅行，这使他对东方音乐的兴趣和了解更为深入，并更鲜明地反映在创作中。

## 作品

### 交響曲
霍夫哈奈斯以創作交響曲最為人所認識，當中注有編號的多達67首，其中不少都有独特的标题，其人文内涵相当丰富广泛：
- 第1交响曲“流亡”
- 第2號交響曲“神秘之山”，他的成名之作。
- 第5交响曲“短小”
- 第6號交響曲“天國之門”
- 第7交响曲“南迦帕尔巴特峰”
- 第8交响曲“阿周那”
- 第9交响曲“圣华坦”
- 第10交响曲“大力神瓦汉”
- 第11交响曲“四海之内皆兄弟”
- 第12交响曲“合唱”
- 第13交响曲“燃情之歌”
- 第14交响曲“亚拉腊”
- 第15交响曲“银色朝圣之旅”
- 第16交响曲“伽倻琴”
- 第17交响曲“为金属交响乐团而作的交响曲”
- 第18交响曲“喀耳刻”
- 第19交响曲“毗湿奴”
- 第20交响曲“三次圣山之行”
- 第21交响曲“埃奇米亚津”
- 第22交响曲“光之城市”（华语地区有时称作“城市之光”）
- 第23交响曲“阿尼”
- 第24交响曲“马杰农”
- 第25交响曲“奥德修斯”
- 第28交响曲“亚美尼亚 II”
- 第32交响曲“断翼”
- 第34交響曲，獨奏低音長號及絃樂團，近似協奏曲多於交響曲
- 第35交響曲，繼第16交響曲後再一次加入韓國樂器
- 第36交響曲，獨奏長笛及樂隊，為長笛演奏家朗帕爾（Jean-Pierre Rampal）所寫
- 第38交響曲，為花腔女高音、長笛、小號及絃樂隊，當中女高音是由作曲家的最後一任妻子、日裔的富士原比那子（Hinako Fujihara Hovhaness）所擔任[註 1]。
- 第39交响曲“悼歌”，亦稱為結他交響曲，因為當中有獨奏結他
- 第46號交響曲“綠山山脈”
- 第47號交響曲“瓦拉瓦拉，多水之地”
- 第48交响曲“仙女座之幻像”
- 第49交响曲“聖誕”
- 第50號交響曲“聖海倫火山”，繼第2號交響曲後另一首為人所認識的交響曲，是作曲家悼念1980年的火山大爆發，釀成67人喪生的作品。
- 第52交响曲“织女星之旅”
- 第53交响曲“晨星启明”
- 第57交响曲“寒山”
- 第58交响曲“神圣交响曲”
- 第60交响曲“阿巴拉契亚山脉”
- 第62交响曲“啊！让人们不要忘却这神圣的话”
- 第63交响曲“潜鸟湖”
- 第64交响曲“伟大神灵之乡”
- 第65交响曲“阿尔查赫”
- 第66交响曲“冰川峰颂歌”
- 第67交响曲“山之颂歌”

### 其他
- 絃樂團《哈利路亞及賦格曲》，作品40b
- 小號及絃樂隊《聖額我略的禱告》，作品62b
- 《尊主頌》，作品157
- 木琴與樂隊協奏曲《版畫幻想》[註 2]（華語區則較常譯為《日木版畫幻想曲》），作品211
- 《上帝創造鯨魚》，作品229
- 兩首結他協奏曲，作品325及394

## 個人生活
霍夫哈奈斯一生中曾结婚六次，最後一任妻子是曾當演員，也是一名女高音的藤原比那子（Hinako Fujihara Hovhaness，1932-2022），她創立了賀凡尼斯藤原音樂出版社（Hovhaness Fujihara Music Co Inc），負責賀凡尼斯中、後期大部份作品的版權及演奏權事宜。而他在六段婚姻中，只跟第一任妻子馬莎·莫特·戴維斯（Martha Mott Davis）誕下了女兒尚·南迪·賀凡尼斯（Jean Nandi Hovhaness），她現時為一名古鍵琴演奏家。

## 外部連結
- 國際霍夫哈奈斯研究中心網站，現時唯一獲認可的官方網站。
- 阿倫·賀凡尼斯網站，非官方作曲家網站。 （页面存档备份，存于）